# Dysschema on
Dysschema on là một loài bướm đêm thuộc phân họ Arctiinae, họ Erebidae.